# Shelley Kerr
Michelle Kerr, detta Shelley (Broxburn, 15 ottobre 1969), è una dirigente sportivo, allenatrice di calcio ed ex calciatrice scozzese, di ruolo difensore, responsabile tecnico della Federcalcio inglese per le squadre nazionali femminili..
Dopo aver concluso la carriera nei club come giocatrice-allenatrice e aver vinto con l'Hibernian il campionato scozzese di categoria, dal 2009 al 2013 ha ricoperto l'incarico di selezionatrice dell'under 19 femminile della Scozia, per poi diventare, dopo una parentesi con le quadre femminili di Arsenal e Stirling University, commissario tecnico della nazionale maggiore scozzese dal 2017 al 2020.

## Palmarès

### Giocatrice

#### Club
- Campionato scozzese: 1

Hibernian: 2006-2007
- Scottish Women's Cup: 2

Hibernian: 2007, 2008

### Allenatrice

#### Club
- Women's FA Cup: 2

Arsenal: 2013, 2014
- FA WSL Cup: 1

Arsenal: 2013
- Queen's Park Shield: 1

Stirling University: 2016-2017

#### Nazionale
- Pinatar Cup: 1

2020